# Mingei

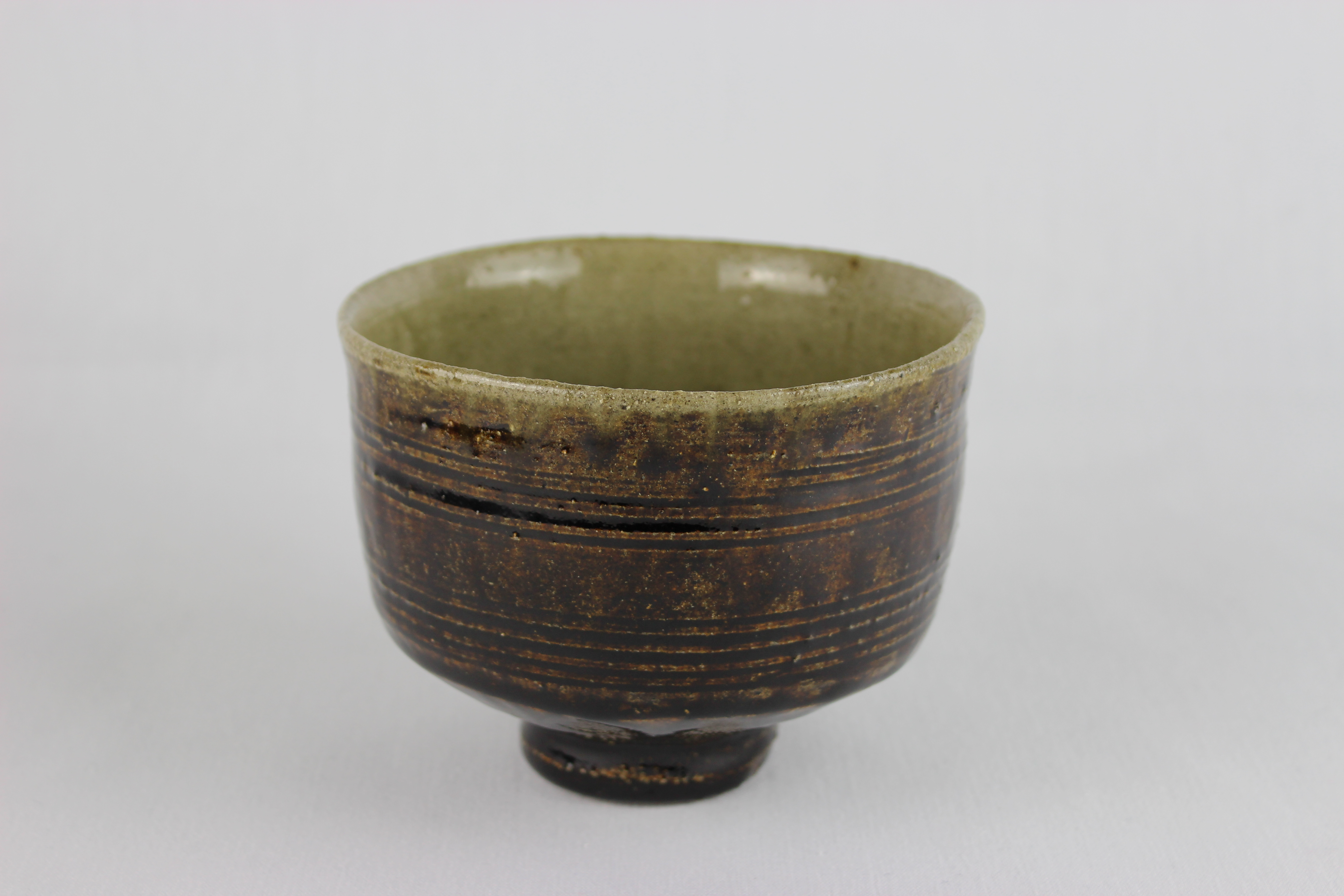
Bol de te tornejat i texurat de Shōji Hamada

El Mingei (民芸, «arts del poble»), o «Moviment de l'art popular japonès», va prosperar al Japó a la fi de la dècada del 1920 i 1930. El seu fundador va ser Yanagi Sōetsu (1889-1961).

## Orígens
El 1916, Yanagi va emprendre el seu primer viatge a Corea, empès per la seva curiositat per l'artesania d'aquest país. Arrel d'aquest viatge, es va fundar el Museu d'Artesania Popular de Corea, el 1924 i Yanagi, Hamada Shōji (1894-1978) i Kawai Kanjirō (1890-1966), van encunyar el terme mingei. El 1926, el Moviment de l'Art Popular va ser formalment presentat per Yanagi Sōetsu. Yanagi rescatava i col·leccionava peces humils utilitzades per la gent comuna durant els períodes Edo i Meiji que estaven desapareixent degut a la ràpida occidentalització i urbanització modernes del Japó. El 1936, es va crear a Tòquio el Museu de les Arts Populars del Japó.

## Teoria
El mingei s'erigeix sobre el pilar filosòfic de «artesania popular» (民衆的な工芸 (minshū-teki-na kōgei)). Sōetsu va descobrir la bellesa en la vida quotidiana i en els objectes utilitaris creats per gent anònima i artesans i artesanes desconegudes. Segons Yanagi, aquests objectes utilitaris fets per gent corrent es troben «més enllà de la bellesa i la lletjor». Aquests són alguns dels criteris que caracteritzen l'objecte mingei: 
- elaborat per artesans i artesanes anònims
- produït a mà i en quantitat
- baix preu
- utilitzat per la gent corrent
- funcional en la vida diària
- representatiu de les regions en què van ser produïts.

El llibre de Yanagi, L'artesà desconegut, s'ha convertit en una obra molt influent des de la primera edició en anglès l'any 1972. Yanagi hi examina la manera japonesa de veure i apreciar l'art i la bellesa d'objectes manufacturats presents a la vida quotidiana, incloent-hi la ceràmica, la laca, els tèxtils i l'ebenisteria.

## Difusió a Catalunya
Gràcies als esforços de l'escultor i etnògraf Eudald Serra, el Museu Etnològic i de Cultures del Món (MUEC) compta amb un de les millors col·leccions fora del Japó d'art popular japonès i d’art mingei. Eudald Serra, que havia viscut al Japó des del 1935 fins a l'any 1948, va viatjar diversos cops al Japó a partir del 1957 i hi va adquirir objectes per ampliar la secció japonesa del museu. El primer viatge, a banda de les adquisicions, va servir per desenvolupar diverses prospeccions de preparació de visites posteriors. Dos anys després hi tornà en companyia del conegut empresari i col·leccionista Albert Folch, que va contribuir econòmicament a les despeses del viatge, en la que va ser la seva primera expedició plegats.
Eudald Serra va treballar al Japó tres vegades més per al museu: el 1961, el 1964 junt amb August Panyella, director del museu, i l'arquitecte i amic de l'època de l'ADLAN (Amics de l'Art Nou) Sixte Illescas, i encara un cop més el 1968. El resultat fou l’adquisició d’importants fons per completar la col·lecció actual, que s'ha ampliat puntualment amb alguna aportació posterior.

## Crítiques i Orientalisme

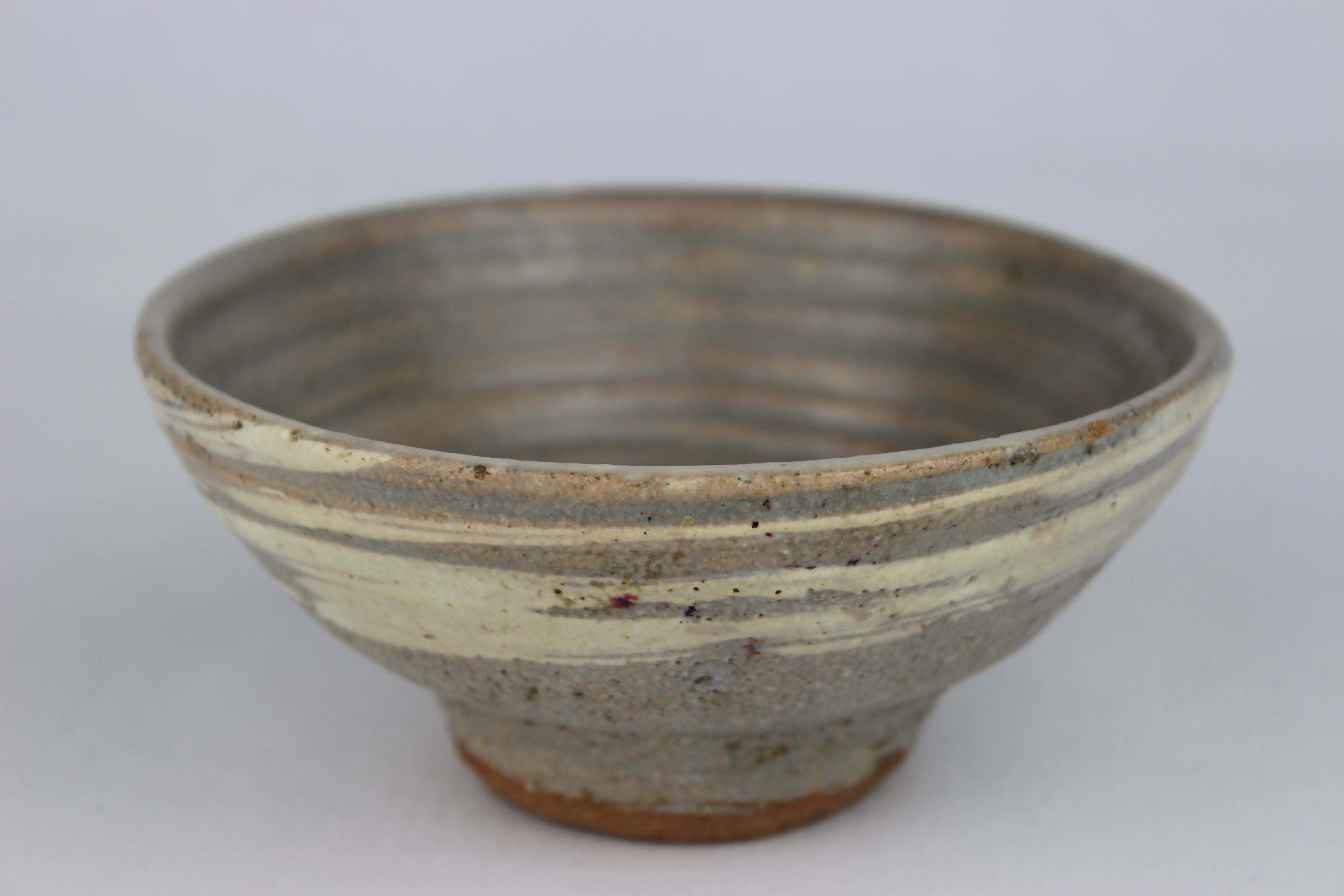
Bol de Bernard Leach

A les darreres dècades, estudiosos com Yuko Kikuchi i Brian Moeran afirmen haver descobert relacions de poder i ultra-nacionalisme al nucli de la formació de la teoria mingei. El 1927, Yanagi va definir el "criteri de bellesa al Japó" (日本における美の標準 nihon ni okeru bi no hyōjun) a El Camí de l'Artesania (工芸の道 kōgei no michi). Durant els anys de creixent militarització del Japó, Sōetsu Yanagi va fer extensiva l'aplicació d'aquest "criteri de la bellesa" a les artesanies de la Prefectura d'Okinawa i a la dels Ainu de la perifèria japonesa, així com a la de les colònies japoneses, incloent-hi Corea, Taiwan i Manchuria. Aquests estudiosos sostenen que la teoria mingei, lluny de ser una teoria Oriental, és una "hibridació" i "apropiació" d'idees Occidentals com les de William Morris (1834-1896) que Bernard Leach (1887-1979) va divulgar quan va viure i treballar al Japó entre el 1909 i el 1920. Mentre que segons el punt de vista de Leach, aquest fet havia contribuït a que els artistes japonesos redescobrissin la seva cultura pròpia i original, aquests estudiosos creuen que Japó va acabar aplicant l'Orientalisme al seu propi art, projectant-lo cap a l'art d'altres països de l'Orient Llunyà com Corea. Yūko Kikuchi anomena aquest fenomen "Orientalisme Oriental".
L'obra Corea i el seu art escrita per Yanagi el 1974 va ser durament criticada pels intel·lectuals coreans que hi observaven un "punt de vista colonialista de la història". Yanagi hi defineix "la bellesa de la tristesa" (悲哀の美 hiai no bi) com la " bellesa innata original creada per la raça coreana" (民族の固有の美 minzoku no koyū no bi). Argumenta que la llarga història d'invasions estrangeres que havia sofert Corea es reflectia en l'art coreà, especialment en la seva ceràmica, en les seves línies "tristes i solitàries". Aquesta teoria ha estat rebutjada per estudiosos coreans que la qualifiquen d'estètica del colonialisme.

## Exemples

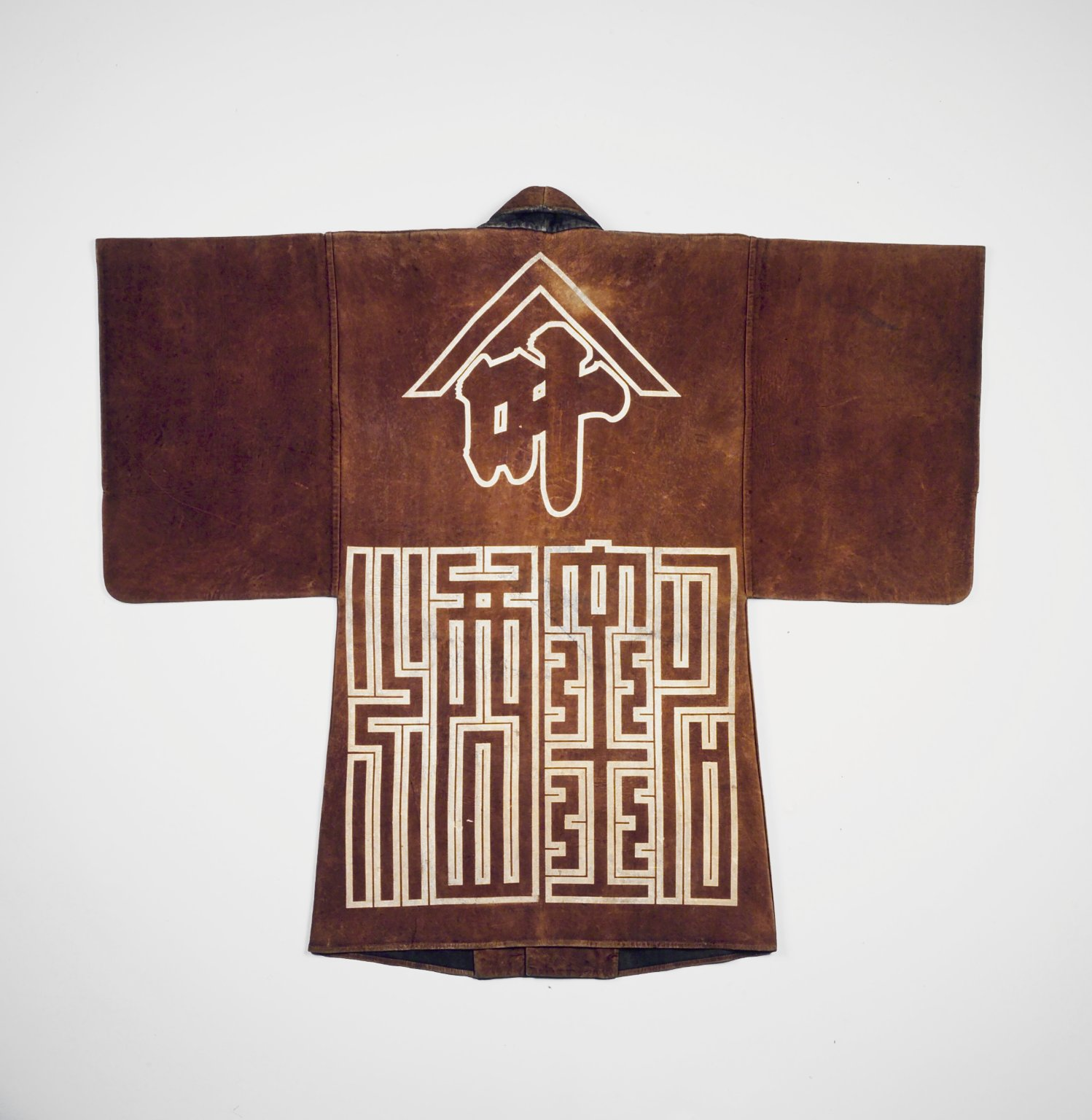
Capa de Bomber de cuir, a finals del segle xix. Museu De Brooklyn
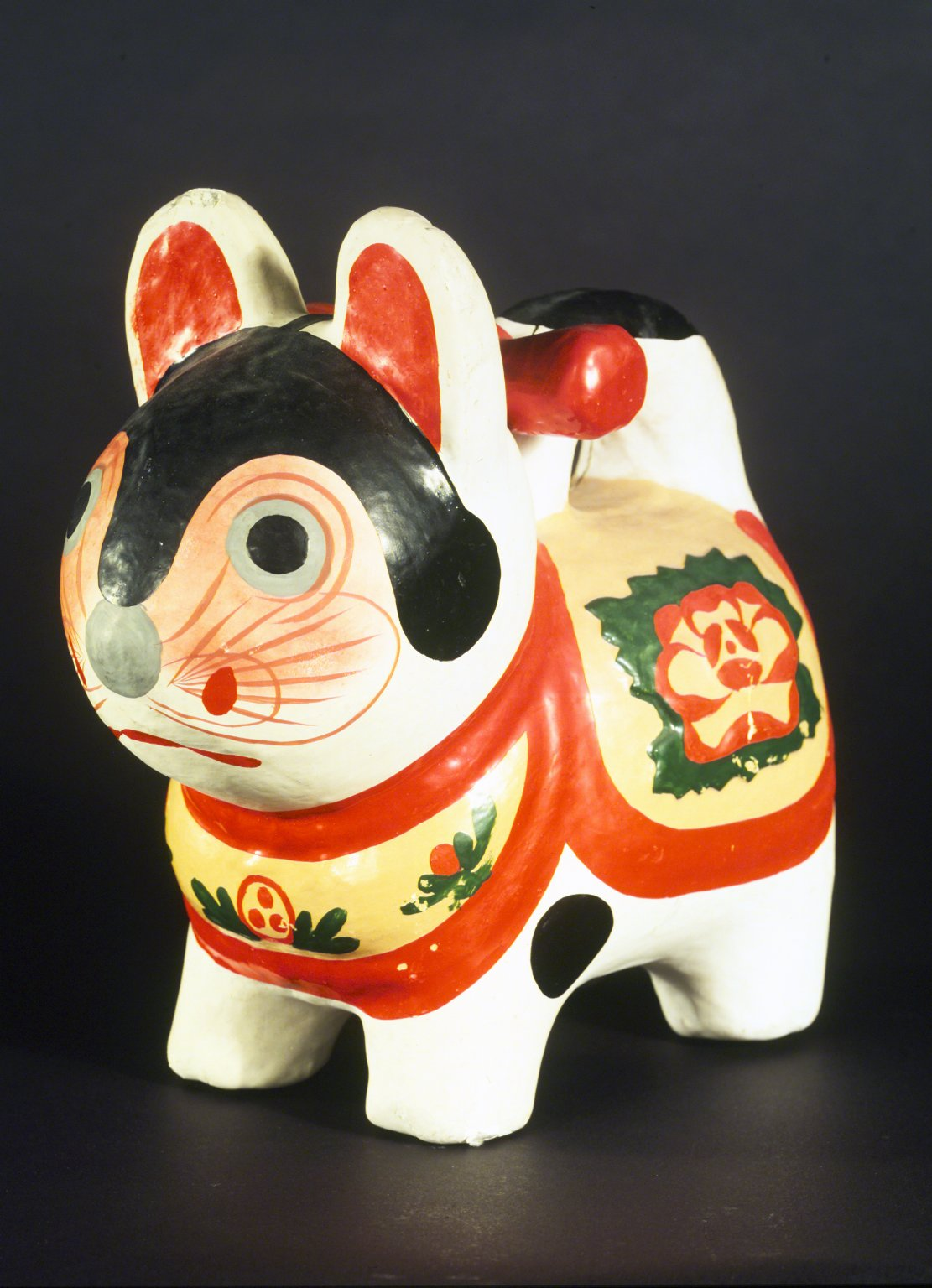
Inu-Hariko (Cadell de joguina de cartró pedra), ca. 1950. Museu De Brooklyn
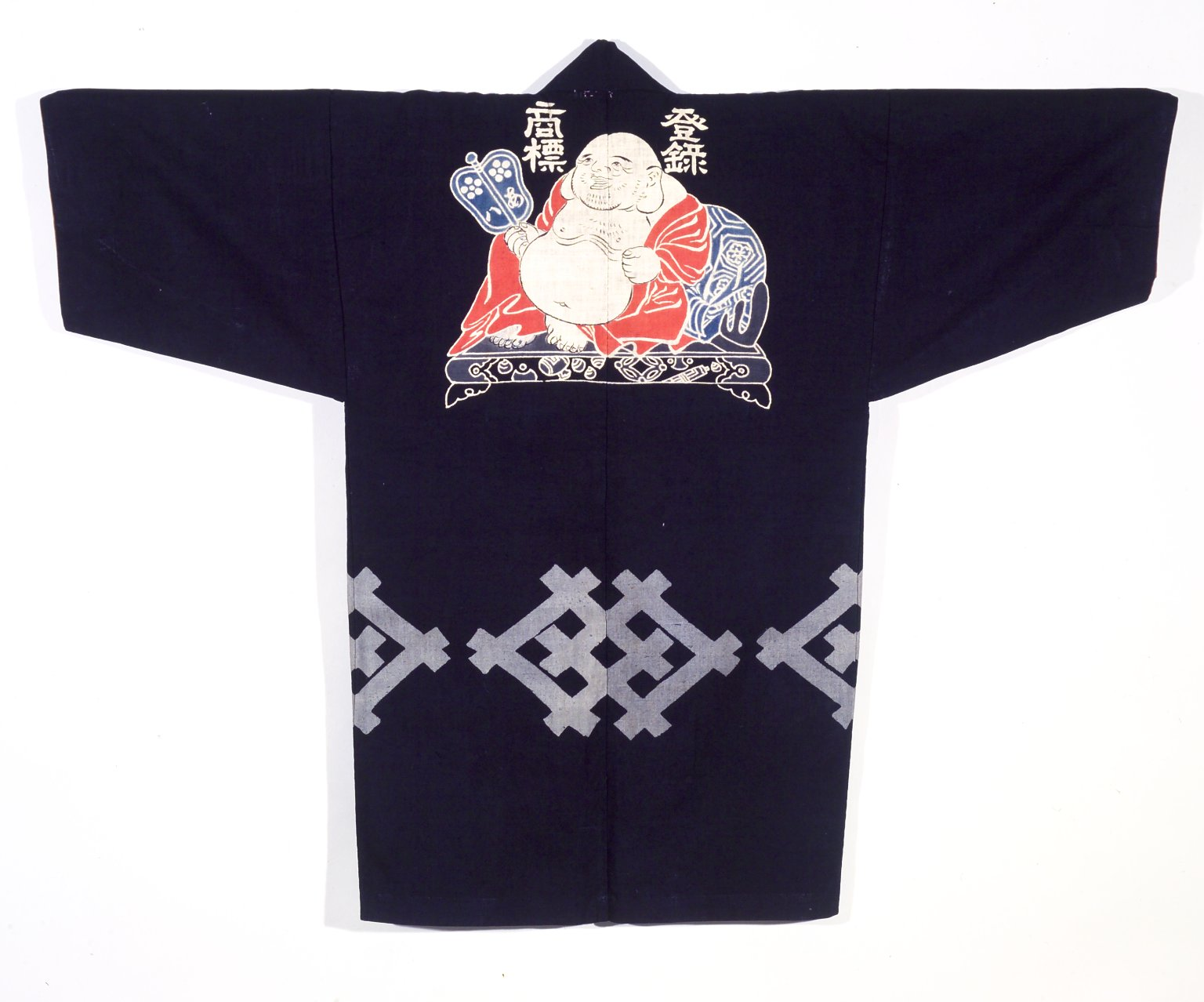
Happi del període Meiji (Abric de l'uniforme d'un obrer), finals del s. XIX-principis del xx. Museu De Brooklyn
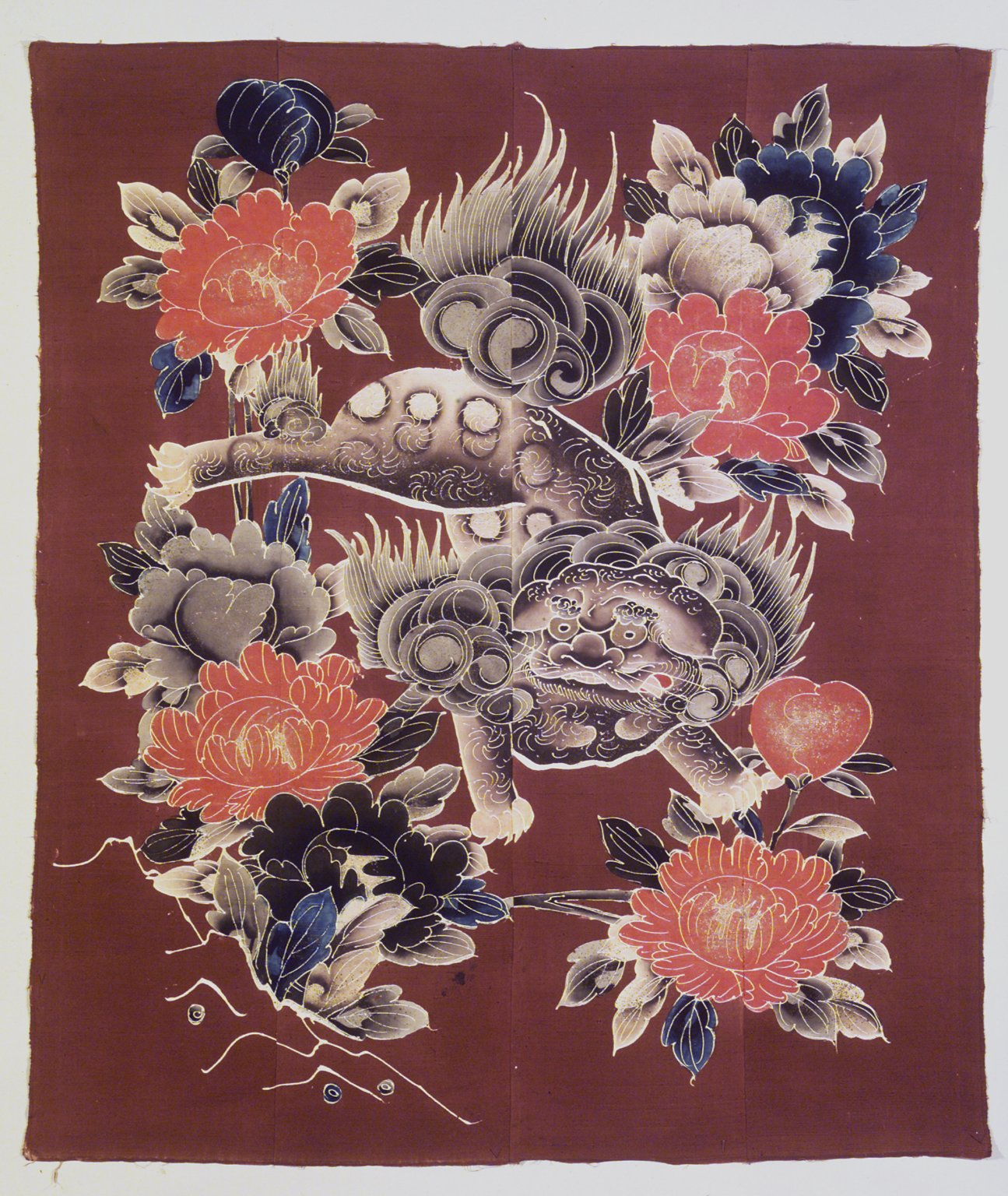
Futón-Gawa (Cobrellit), principis del s.XX. Museu De Brooklyn
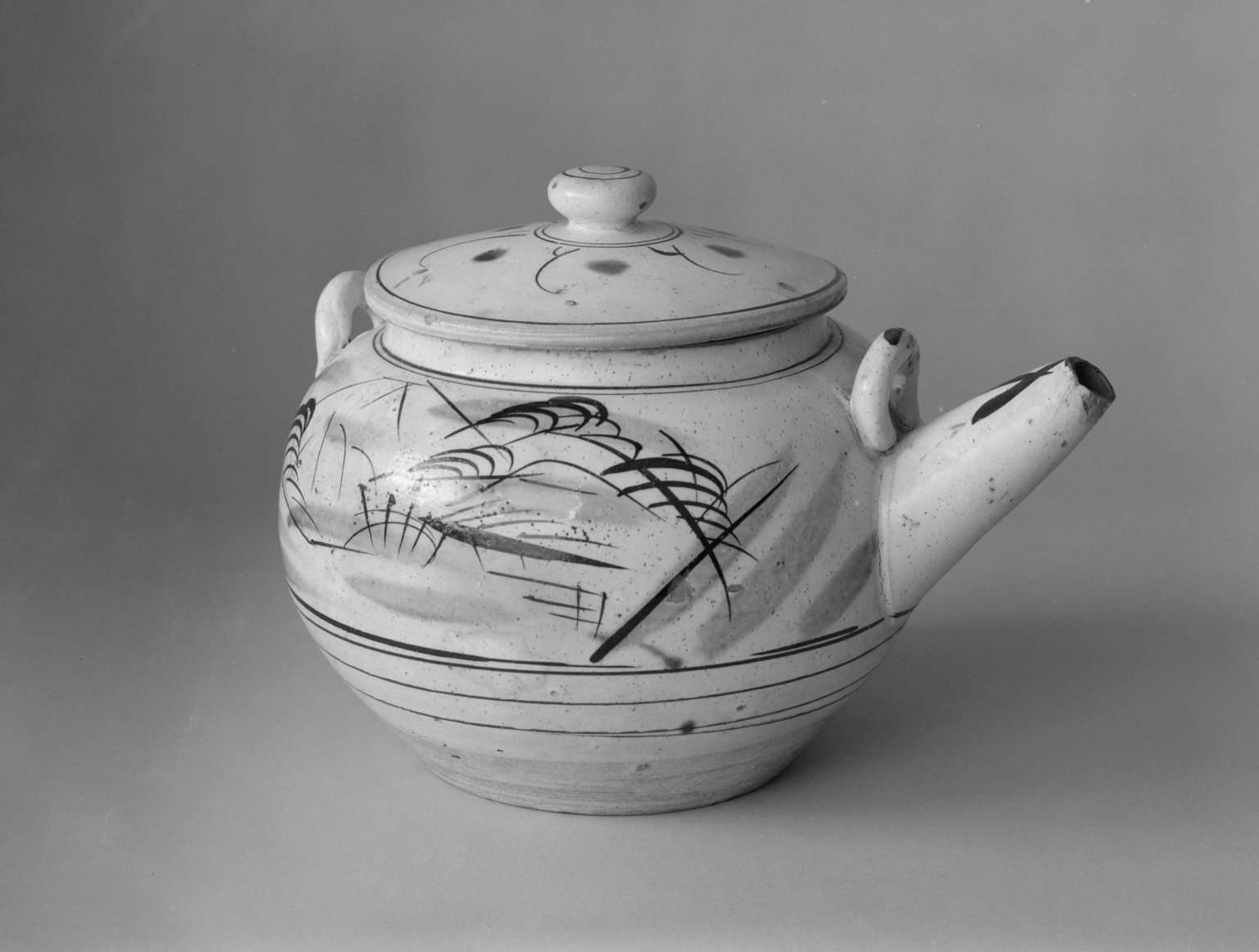
Tetera de ceràmica ca. 1915-35. Museu De Brooklyn
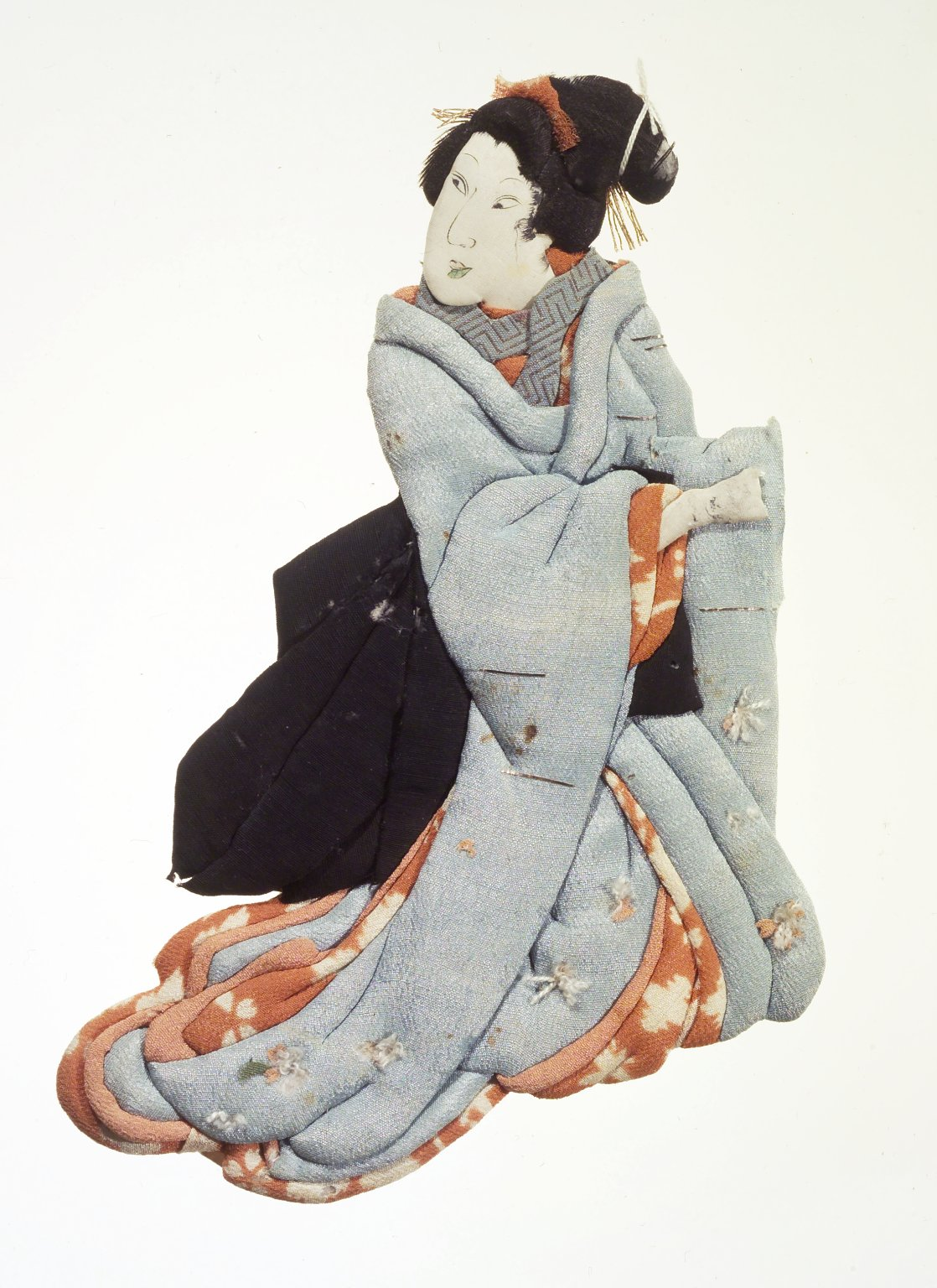
Una Geisha (pintura sobre tela i cartró), s. XIX. Museu De Brooklyn

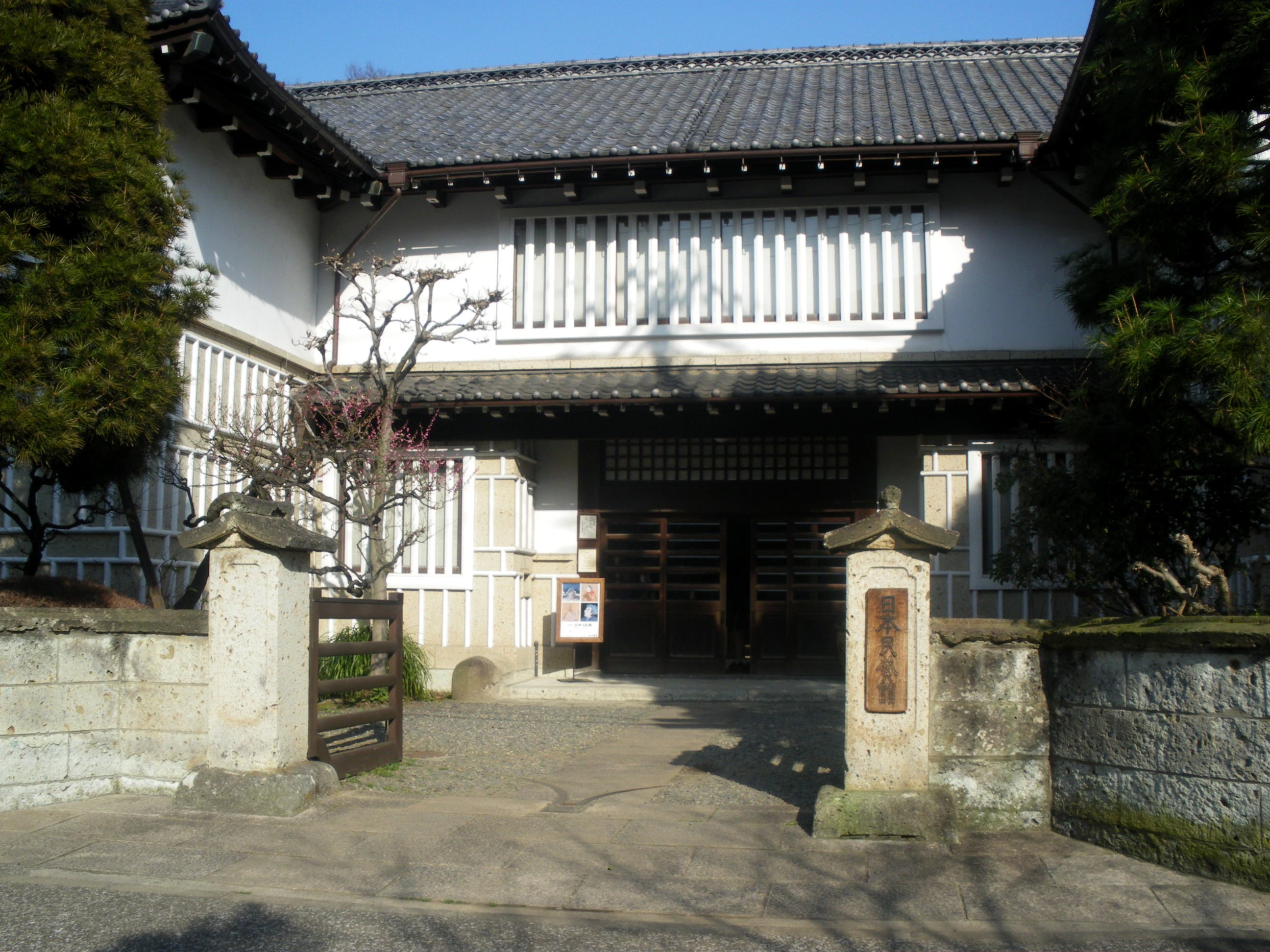
Museu d' Artesania Popular Japonesa de Tòquio

## Per a saber-ne més
- Brandt, Kim. Kingdom of Beauty: Mingei and the Politics of Folk Art in Imperial Japan. Durham and London: Duke UP, 2007.
- Kikuchi, Yūko. Japanese Modernization and Mingei Theory: Cultural Nationalism and Oriental Orientalism. Londres i Nova York: RoutledgeCurzon, 2004.
- Saint-Gilles, Amaury. Mingei: Japan's Enduring Folk Arts. Union City, California: Heian International, 1983.
- Yanagi, Soetsu. The Unknown Craftsman: A Japanese Insight into Beauty. Tokyo, New York: Kodansha International, 1989.
- De Waal, Edmund. "Homo Orientals: Bernard Leach and the Image of the Japanese Craftsman". Journal of Design History, Vol. 10, No. 4, Craft, Culture and Identity (1997): 355–362.
- Karatani, Kojin and Kohso, Sabu. "Uses of Aesthetics: After Orientalism". Boundary 2, Vol. 25, No. 2, Edward Said (Summer, 1998): 145–160.
- Moeran, Brian. "Bernard Leach and the Japanese Folk Craft Movement: The Formative Years". Journal of Design History, Vol. 2, No. 2/3, (1989): 139–144.